# 張文行
張文行（15世紀—16世紀），字宗教，北直隸真定府晉州饒陽縣人，明朝政治人物。

## 生平
嘉靖四年（1525年），張文行中式乙酉科順天鄉試舉人，授山西太原府同知，任事不怕險阻，秩滿後陞為南京戶部員外郎，監督鳳陽倉儲時權量稱平，因父親逝世回鄉，不久再為母親服喪；服闋後補任戶部員外郎，委督太平倉，關防嚴密，次年調管漕運，禁止請託和搜刮錢財，不滿三日糧食收足，卻被謠言中傷，以此事遭罷歸。歸家後他與耆老舉行詩酒會，又曾在嘉靖三十二年（1553年）、三十七年（1558年）拿出錢財賑貧，遺愛存於地方人心。

## 引用
1. 1 2  乾隆《饒陽縣志·卷下》：張文行，字宗教，嘉靖乙酉舉人，初任山西太原府同知，任事不避險阻，秩滿陞南京戶部員外郎，督鳳陽倉儲，權量稱平，以父憂歸，繼丁母憂；服闋補北京戶部員外郎，委督太平倉，關防嚴謐，明年移差漕運，革請託、禁科斂，不三日糧即報竣，而為投杼者所銜，竟以此罷歸。歸里後與耆老為詩酒會，任恤之德不可殫述，最著者癸丑戊子【戊午】損資賑貧，其遺愛至今存云。